# 현동춘
현동춘(玄東春, 영문 : Hyun Dong Chun, 1938년 12월 26일 ~ 2001년 1월 30일)은 대한민국 영화 편집가이다.

## 생애
1964년 '현동춘 편집실'을 연 이후(박경룡, 정종화), 처음으로 크레딧을 올린 작품은 이만의 감독의 <만추>(1966)이다. 이만희 감독과는 이후에도 <휴일>(1968), <청녀>(1974) 등의 작품에서 함께 작업한다. 1970~80년대 활동했던 편집기사들로 유재원, 김희수, 김영희, 이경자 편집기사 등이 있는데, 그 가운데서도 다작을 했던 것으로 꼽힌다. 예컨대 주로 작업한 감독들로 이형표, 남기남, 고영남 등이 있는데, 이들과 각각 40여 편 정도의 영화를 작업하며, 다른 감독의 작품 또한 작업했다. 그리하여 1983년에는 전체 한국 영화 제작편수 가운데 반인 43편의 편집을 도맡아 하기도 했다(경향신문). 그러한 작업량은 1990년대 초반까지도 이어져 매년 40여 편 전후의 작품을 작업한다. 1999년 <깡패수업2>를 마지막 작품으로, 2001년 별세하였다.

## 편집
- 1966년 《만추》
- 1967년 《막차로 온 손님들》
- 1969년 《사화산》
- 1970년 《황금의 부루스》
- 1972년 《충녀》
- 1973년 《다정다한》
- 1973년 《축배》
- 1973년 《부부교대》
- 1973년 《마음은 푸른 하늘》
- 1973년 《야간비행》
- 1974년 《죽어서 말하는 여인》
- 1974년 《국회 푸락치》
- 1974년 《별들의 고향》
- 1975년 《남사당》
- 1975년 《태풍을 일으킨 사나이》
- 1975년 《빛은 어디에》
- 1975년 《숲과 늪》
- 1976년 《너무 너무 좋은 거야》
- 1976년 《진짜 진짜 잊지마》
- 1976년 《젊은 도시》
- 1976년 《가족》
- 1976년 《간난이》
- 1976년 《걷지말고 뛰어라》
- 1976년 《어머니와 아들》
- 1976년 《비정지대》
- 1976년 《돌아온 팔도강산》
- 1976년 《혈육애》
- 1977년 《악인이여 지옥행 급행열차를 타라》
- 1977년 《사랑의 계절》
- 1977년 《첫눈이 내릴 때》
- 1977년 《가위 바위 보》
- 1977년 《뉴욕 44번가》
- 1977년 《고교 우량아》
- 1977년 《설국》
- 1977년 《이어도》
- 1977년 《이 다음에 우리는》
- 1977년 《엄마 없는 하늘 아래》
- 1978년 《돌종》
- 1978년 《내가 버린 여자》
- 1978년 《마지막 잎새》
- 1978년 《공수특공대작전》
- 1978년 《흙》
- 1978년 《천하무적》
- 1978년 《사랑과 죽음의 기록》
- 1978년 《청춘의 문》
- 1978년 《고교 명랑교실》
- 1978년 《꽃신》
- 1978년 《너의 창에 불이 꺼지고》
- 1978년 《불》
- 1977년 《야시》
- 1979년 《폭풍을 잡는 사나이》
- 1979년 《휘청거리는 오후》
- 1979년 《뒤돌아 보지마라》
- 1979년 《동백꽃 신사》
- 1979년 《비목》
- 1979년 《나녀》
- 1979년 《아침에 퇴근하는 여자》
- 1979년 《도깨비 감투》
- 1979년 《영원한 관계》
- 1979년 《전우가 남긴 한마디》
- 1979년 《영녀》
- 1979년 《수녀》
- 1979년 《돛대도 아니 달고》
- 1979년 《광염 소나타》
- 1979년 《내가 버린 남자》
- 1980년 《갑자기 불꽃처럼》
- 1980년 《평양맨발》
- 1980년 《협객 시라소니》
- 1980년 《어느 여대생의 고백》
- 1980년 《휴가받은 여자》
- 1980년 《나를 보러 와요》
- 1980년 《춘자는 못말려》
- 1980년 《잊어야 할 그사람》
- 1980년 《마지막 밀애》
- 1980년 《아낌없이 바쳤는데》
- 1980년 《하늘이 부를 때까지》
- 1980년 《두 여인》
- 1980년 《창밖의 여자》
- 1980년 《열번 찍어도 안 넘어진 사나이》
- 1981년 《깊은 밤 갑자기》
- 1981년 《이세상 다준다 해도》
- 1981년 《한녀》
- 1981년 《자유부인》
- 1981년 《노상에서》
- 1981년 《그 사랑 한이 되어》
- 1981년 《내 모든 것을 빼앗겨도》
- 1981년 《여자가 울린 남자》
- 1981년 《종점》
- 1981년 《오늘밤은 참으세요》
- 1981년 《세 번은 짧게 세 번은 길게》
- 1981년 《본전생각》
- 1981년 《김두한과 서대문 1번지》
- 1981년 《내 이름은 마야》
- 1981년 《천용란》
- 1982년 《반금련》
- 1982년 《집을 나온 여인》
- 1982년 《친구여 조용히 가다오》
- 1982년 《버려진 청춘》
- 1982년 《애인》
- 1982년 《정부》
- 1982년 《밤을 기다리는 해바라기》
- 1982년 《날마다 허물벗는 꽃뱀》
- 1982년 《자유처녀》
- 1982년 《13월의 연정》
- 1982년 《하늘가는 밝은 길》
- 1982년 《미워 미워 미워》
- 1982년 《타인의 둥지》
- 1982년 《내일은 야구왕》
- 1983년 《마음은 외로운 사냥꾼》
- 1983년 《하와의 행방》
- 1983년 《돌아온 용팔이》
- 1983년 《사랑만들기》
- 1983년 《인사대전》
- 1983년 《약속한 여자》
- 1983년 《3일낮 3일밤》
- 1983년 《0시의 호텔》
- 1983년 《당신은 나쁜 사람》
- 1983년 《미움의 세월》
- 1983년 《마계의 딸》
- 1983년 《인생극장》
- 1983년 《내 인생은 나의 것》
- 1983년 《광동살무사》
- 1984년 《너무합니다》
- 1984년 《꽃잎이어라 낙엽이어라》
- 1984년 《연인들》
- 1984년 《내가 마지막 본 흥남》
- 1984년 《외박》
- 1984년 《젊은 시계탑》
- 1984년 《구사일생》
- 1984년 《각설이 품바 타령》
- 1984년 《여자는 비처럼 남자를 적신다》
- 1984년 《바보스러운 여자》
- 1984년 《악녀의 밀실》
- 1984년 《추적》
- 1984년 《울지 않는 호랑이》
- 1984년 《동반자》
- 1984년 《밤이 무너질 때》
- 1984년 《이혼법정》
- 1984년 《사랑하는 자식들아》
- 1984년 《남과 북》
- 1984년 《사약》
- 1985년 《야망과 도전》
- 1985년 《달빛 멜로디》
- 1985년 《난 이렇게 산다우》
- 1985년 《철부지》
- 1985년 《내사랑 짱구》
- 1985년 《그대 눈물이 마를때》
- 1985년 《대학별곡》
- 1985년 《이방인》
- 1985년 《아가다》
- 1985년 《깊은숲속 옹달샘》
- 1985년 《피조개 뭍에 오르다》
- 1985년 《그때 죽어도 좋았다》
- 1985년 《인간시장 2 - 불타는 욕망》
- 1985년 《먹다버린 능금》
- 1985년 《서울에서 마지막 탱고》
- 1985년 《그 어둠에 사랑이》
- 1985년 《장사의 꿈》
- 1985년 《미스 김》
- 1986년 《몸 전체로 사랑을》
- 1986년 《오늘만은 참으세요》
- 1986년 《깜보》
- 1986년 《이장호의 외인구단》
- 1986년 《여왕벌》
- 1986년 《투명인간》
- 1986년 《날개달린 녀석들》
- 1986년 《빨간 하이힐》
- 1986년 《열병시대》
- 1986년 《서울 흐림 한때 비》
- 1986년 《춤추는 딸》
- 1986년 《밤의 요정》
- 1986년 《J에게》
- 1987년 《불씨》
- 1987년 《딱 한번 만나요》
- 1987년 《사노》
- 1987년 《먼 여행 긴 터널》
- 1987년 《유정》
- 1987년 《따귀 일곱대》
- 1987년 《푸른 계절의 열기》
- 1987년 《나는 다시 살고 싶다》
- 1987년 《서울의 탱고》
- 1987년 《삿뽀로 밤사냥》
- 1987년 《웅담부인》
- 1987년 《영점구일칠》
- 1987년 《마님》
- 1987년 《키위새의 겨울》
- 1987년 《엄마는 외출중》
- 1988년 《오성군 한음군》
- 1988년 《그 마지막 겨울》
- 1988년 《나신들》
- 1988년 《필사의 도망자》
- 1988년 《몽마르트 언덕의 상투》
- 1988년 《멋장이 세상》
- 1988년 《불이라 불리운 여인》
- 1988년 《둥지 속의 철새》
- 1988년 《그대 원하면》
- 1988년 《성야》
- 1988년 《팁》
- 1988년 《합궁》
- 1988년 《공방살 화녀》
- 1988년 《보릿고개》
- 1989년 《일본대부》
- 1989년 《우담바라》
- 1989년 《영구와 땡칠이》
- 1989년 《며느리 밥풀꽃에 대한 보고서》
- 1989년 《들병이》
- 1989년 《크라이막스 원》
- 1989년 《앗싸! 호랑나비》
- 1989년 《정부와 정사》
- 1989년 《백치원앙》
- 1989년 《25불의 인간》
- 1989년 《여인파티》
- 1989년 《위험한 욕정》
- 1989년 《잠자리에 들 시간》
- 1989년 《단단한 놈》
- 1990년 《구천동 화방》
- 1990년 《별난 두 영웅》
- 1990년 《새벽외출》
- 1990년 《어느 모델의 사랑》
- 1990년 《경찰+칠득이와 너털도사》
- 1990년 《심형래의 쫄병군단》
- 1990년 《미친 사랑의 노래》
- 1990년 《동경 아리랑》
- 1990년 《휴거》
- 1990년 《서울 통화중》
- 1990년 《팁 2》
- 1990년 《땡삐》
- 1990년 《누가 붉은 장미를 꺾었나》
- 1990년 《슈퍼맨 일지매》
- 1990년 《자유여자》
- 1991년 《달빛타는 여자》
- 1991년 《겨울애마 봄》
- 1991년 《사의 찬미》
- 1991년 《여자 배달부는 고장난 신호등》
- 1991년 《제5의 사나이》
- 1991년 《이태원 밤하늘엔 미국 달이 뜨는가》
- 1991년 《어느 중년부인의 위기》
- 1991년 《서울의 달빛》
- 1991년 《토끼를 태운 잠수함》
- 1991년 《아들나라》
- 1991년 《뻘》
- 1991년 《내일은 비》
- 1991년 《사랑과 죽음의 메아리》
- 1991년 《별이 빛나는 밤에》
- 1991년 《오엑스》
- 1991년 《여자는 추억 속에 집을 짓는다》
- 1991년 《갈마》
- 1991년 《외길가게 하소서》
- 1992년 《미지의 흰새》
- 1992년 《붉은 신호에 걷는 여자》
- 1992년 《세상은 살만큼 아름답다》
- 1992년 《네 멋대로 해라》
- 1992년 《사랑과 눈물》
- 1992년 《소녀경》
- 1992년 《빠담풍》
- 1992년 《환상의 용사 반달가면》
- 1992년 《원색의 청춘》
- 1992년 《시라소니》
- 1992년 《머저리와 도둑놈》
- 1992년 《모두가 죽이고 싶던 여자》
- 1992년 《오직 단 한번뿐인 내 인생인데》
- 1992년 《서커스단에 나타난 검객 산지니》
- 1992년 《헤라클행성으로 돌아온 반달가면》
- 1992년 《돌아오라 개구리소년》
- 1993년 《벗어버린 사슬》
- 1993년 《로맨스 황제》
- 1993년 《검은 모자》
- 1993년 《꾼사냥》
- 1993년 《아담이 눈뜰 때》
- 1993년 《러브호텔 비상구》
- 1993년 《도색부인》
- 1993년 《소녀 18세》
- 1993년 《여자의 일생》
- 1993년 《사랑하고 싶은 여자 & 결혼하고 싶은 여자》
- 1993년 《내 마음에는 악어가 산다》
- 1993년 《그대품에 아카시아 향기》
- 1993년 《무정의 제3부두》
- 1993년 《여자의 시대는 끝나지 않는다》
- 1994년 《새알각하》
- 1994년 《짧은 시간 긴 시간》
- 1994년 《무거운 새》
- 1994년 《하몽화몽 서울》
- 1994년 《거꾸로 가는 여자》
- 1994년 《휘모리》
- 1994년 《작은거인》
- 1994년 《암흑가의 황제》
- 1994년 《절대사랑》
- 1994년 《블루시걸》
- 1995년 《헤드폰을 벗어라》
- 1995년 《죽어도 좋은 경험》
- 1995년 《48+1》
- 1996년 《1996 뽕》
- 1996년 《카루나》
- 1996년 《하얀 노을》
- 1996년 《알바트로스》
- 1997년 《표류일기》
- 1997년 《테러리스트 2》
- 1998년 《천년환생》
- 1999년 《깡패수업 2》